# Вікул Микола Павлович
Мико́ла Па́влович Віку́л (псевдо: «Райгородський»; 3 січня 1888, Тбілісі — 14 травня 1935, Прага) — український хімік, громадський діяч, учасник 1-го Конгресу ОУН.

## Життєпис

Перший Конґрес Українських Націоналістів у Відні, 1929 рік. Сидять зліва направо 1 ряд: Юліан Вассиян, Дмитро Андрієвський, Микола Капустянський, Євген Коновалець, Микола Сціборський, Яків Моралевич, Володимир Мартинець, Микола Вікул. Стоять зліва направо 2 ряд: Іван Малько, Осип Бойдуник, Максим Загривний, Євген Зиблікевич, Петро Кожевників, Дмитро Демчук, Леонід Костарів, Олесь Бабій, Ріко Ярий, Михайло Антоненко, Зенон Пеленський. Стоять зліва направо 3 ряд : Юрій Руденко, Ярослав Барановський, Степан Охримович, Степан Ленкавський, Андрій Федина, Ярослав Герасимович, Теофіл Пасічник-Тарнавський, Олександр Згорлякевич

Навчався у духовному училищі та семінарії Кам'янця-Подільського, а згодом у Київському комерційному інституті (1908). Продовжив навчання на природничому відділі Варшавського університету (неорганічна хімія)(1909-13), де був активним членом Української громади.
Працює лаборантом у технічній школі Кам'янця-Подільського (1913-17), вчителем математики у місцевій вчительській семінарії (1918), а у 1919—1920 роках — старшим асистентом кафедри неорганічної хімії в Кам'янець-Подільському державному українському університеті: прийнято на посаду 1 серпня 1919 року, у грудні 1920 року поїхав лікуватися за кордон .
На еміграції очолює департамент в міністерстві віровизнань УНР (1920), працює доцентом (1922) і професор (1928) на кафедрі неорганічної хімії в Українській господарській академії в Подєбрадах.
Автор підручників, а також низки наукових розвідок, опублікаваних переважно в німецьких журналах.
Учасник першого Конгресу українських націоналістів 28 січня — 3 лютого 1929 року у Відні .
Укладач «Російсько-українського словничка термінів фізики і хімії» (Гадяч, 1918).

### Родина
Батько — православний священик та краєзнавець Павло Вікул. Брат — демограф Іван Вікул. Донька — балерина Оксана Вікул.